# Robert Kotcharian
Robert Kotcharian (en arménien : Ռոբերտ Քոչարյան), né le 31 août 1954 à Stepanakert, est un homme d'État arménien. Il est président de la république du Haut-Karabagh de 1994 à 1997, puis Premier ministre, de 1997 à 1998, et président de la république d'Arménie de 1998 à 2008.

## Biographie

### Jeunesse
Robert Kotcharian est né à Stepanakert, alors capitale de la région autonome du Haut-Karabagh, une enclave peuplée d'Arméniens au sein de la république socialiste soviétique d'Azerbaïdjan.

### Premier ministre puis président du Haut-Karabagh
En août 1992, Kotcharian devient Premier ministre de la république auto-proclamée du Haut-Karabagh, avant d'être élu président de celle-ci en décembre 1994.

### Premier ministre d'Arménie
Le 20 mars 1997, il est nommé Premier ministre d'Arménie. À la suite de la démission du président Levon Ter-Petrossian le 3 février 1998, Kotcharian devient président de la République par intérim.

### Président de la République
Il est élu à ce poste le 30 mars 1998 avec 59,5 % des voix face au candidat communiste Karen Demirtchian. Kotcharian est réélu à ce poste pour cinq ans le 5 mars 2003 avec 67,5 % des voix face à Stepan Demirtchian, fils de Karen Demirtchian.
Les positions ultra-nationalistes de Kotcharian sont son atout politique majeur. Il a régné sur le Haut-Karabagh en gardant ses positions belliqueuses face à l'Azerbaïdjan et en matant de manière autoritaire toute opposition à son pouvoir. Habile politique, il a, malgré ses positions, réussi à faire subsister le cessez-le-feu en vigueur depuis 1994 avec le voisin azéri.
Ancien cadre du parti communiste à l'époque de l'Union soviétique, il est désormais indépendant de tout parti.
Certains voient la main de Kotcharian derrière l'irruption le 27 octobre 1999 d'un commando au Parlement et l'assassinat de deux rivaux de Kotcharian : le président de l'Assemblée nationale Karen Demirtchian et le Premier ministre Vazgen Sargsian.
En avril 2002, des manifestants protestent contre l'acquisition par des proches de Kotcharian de la chaîne de télévision indépendante A1+ ; en août la compagnie nationale d'électricité est vendue à une obscure société financière off-shore. Beaucoup de voix se sont aussi élevées, dont celle de l'OSCE, pour protester contre les fraudes électorales qui ont accompagné la réélection de Kotcharian à la présidence le 5 mars 2003.
Début 2004, des centaines de personnes manifestent à Erevan demandant la mise en place d'un référendum pour révoquer Kotcharian.

### Arrestation

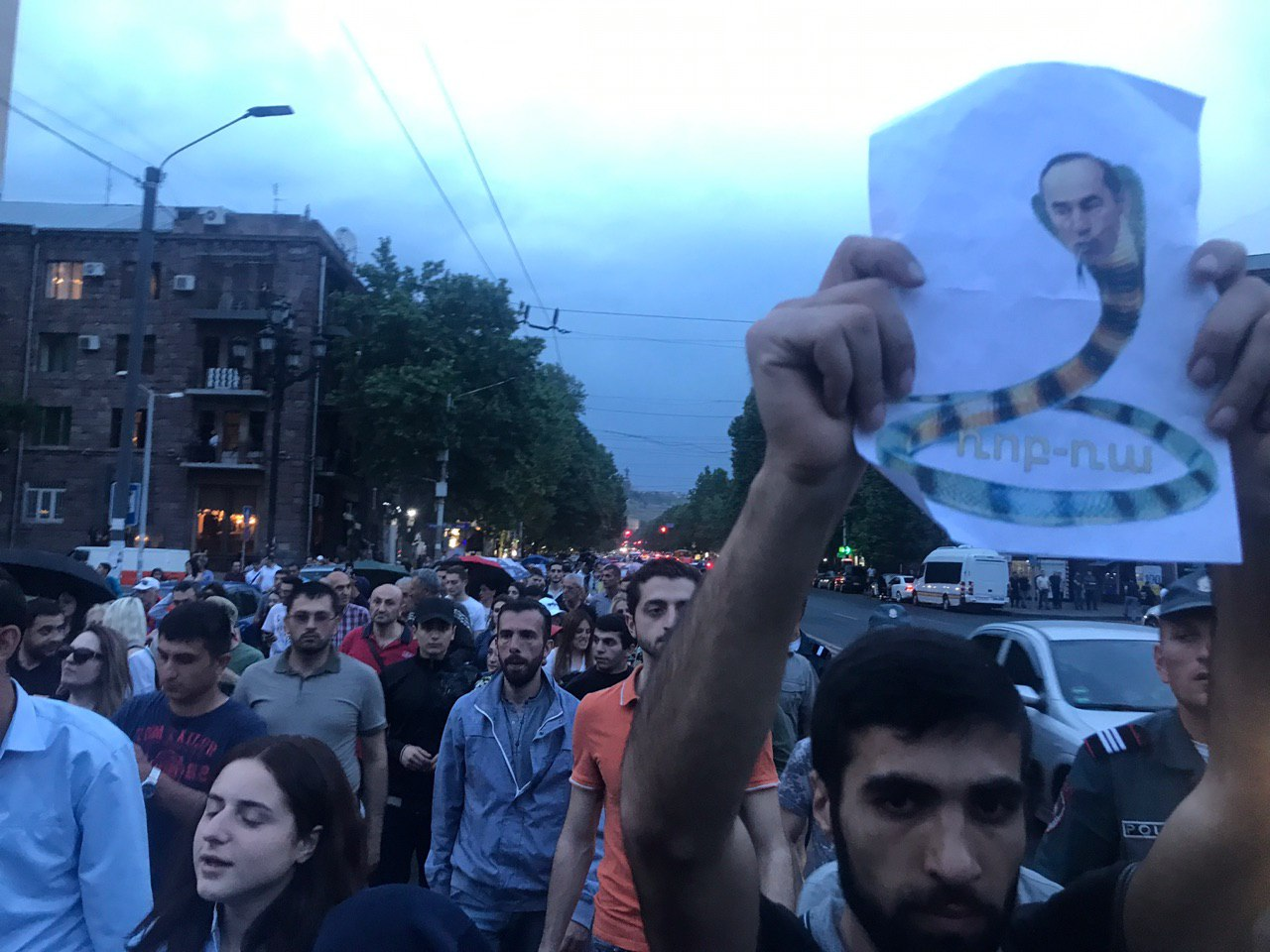
Manifestation contre la décision de la cour d'Erevan de libérer Kotcharian (mai 2019).

Le 26 juillet 2018, peu après la révolution arménienne de 2018, il est accusé de « rupture de l'ordre constitutionnel », accusation pour laquelle il risque 15 ans de prison, pour des soupçons de fraudes électorales lors de l'élection présidentielle de 2008 en faveur de Serge Sarkissian. Il est arrêté le lendemain.
Son procès pour « rupture de l'ordre constitutionnel » s'ouvre le 13 mai 2019. Il risque 15 ans de prison.
Le 20 mai 2019, peu après une décision de la cour d'Erevan de le libérer provisoirement, le Premier ministre Nikol Pachinian appelle à des blocus des tribunaux. Il promet alors de « purger le système judiciaire » qu'il accuse d'être « illégitime » et d'être un « vestige » de l'ancien gouvernement. Le 25 juin, il est de nouveau arrêté.
Le 25 mars 2021, la Cour constitutionnelle abandonne les charges, arguant que Kotcharian bénéficie de l'immunité présidentielle.

### Vie privée
Il est marié et père de trois enfants, Sedrak, Gayane et Levon.